# پرسی جکسون (شخصیت)
پرسئوس جکسون ملقب به پرسی جکسون یک شخصیت خیالی است که به عنوان شخصیت اصلی و راوی داستان سری کتاب های پرسی جکسون و المپ نشینان اثر ریک ریوردان شناخته می‌شود.
او همچنین یکی از هفت قهرمان اصلی سری کتاب‌های قهرمانان المپ است که در همه کتاب‌ها به جز قهرمان گمشده حضور دارد و در سری مجازات آپولو نیز ظاهر می‌شود و همین او را به یکی از معدود شخصیت‌هایی تبدیل می‌کند که در هر سه سری وقایع نگاری اردوگاه دورگه‌ها حضور دارد. او همچنین راوی و قهرمان داستان‌های کراس اور یونانی-رومی/مصری ریوردان است که بخشی از مجموعه نیمه خدایان و جادوگران محسوب می‌شود و همچنین راوی داستان‌های پرسی جکسون و خدایان یونان و پرسی جکسون و قهرمانان یونان بوده‌است.

## خلق شخصیت
شخصیت پرسی جکسون زمانی خلق شد که ریک ریوردان شروع به نوشتن داستان‌هایی برای پسرش هیلی ریوردان کرد که در بهار سال ۲۰۰۲ به ADHD و خوانش پریشی مبتلا بود. زمانی که هیلی کلاس دوم بود، دربارهٔ اساطیر یونان مطالعه کرد و از پدرش خواست که بر اساس آن افسانه‌ها برای او داستان‌هایی قبل از خواب تعریف کند. وقتی که ایده‌های پدرش تمام شد، هیلی به او پیشنهاد داد که داستان‌های جدیدی بسازد که شخصیت‌های اساطیری موجود را با شخصیت‌های زمان حال ترکیب کند. همین باعث شد که ریوردان شخصیت تخیلی پرسی جکسون و داستان سفرهای او در سراسر ایالات متحده را برای بازیابی صاعقه زئوس خلق کند و و ریوردن با وجود مشغلهٔ فراوان در آن زمان یک سال بعد این کتاب را نوشت. ریوردان قبل از اینکه رمان خود را نزد ناشری برای چاپ ببرد، با کمک تعدادی از دانش‌آموزان خود جزئیات بیشتری را به رمان اضافه کرد.
بنا بر گفته ریوردان برای خلق شخصیت پرسی جکسون از فرزند خودش الهام گرفته‌است. به همین خاطر هیلی و پرسی به عنوان همسن ذکر شده‌اند و دارای چندین ویژگی شخصیتی یکسان هستند، اگرچه آنها کاملاً به یکدیگر شباهت ندارند. ریوردان همچنین بیان کرده‌است که همانند بسیاری از شاگردانی که تاکنون در مدرسه داشته‌، پرسی نیز دارای حس شوخ‌طبعی است.

## خصوصیات
در داستان، پرسی جکسون به عنوان یک‌نیمه خدا که فرزند پوزئیدون خدای یونانی و سالی جکسون که یک انسان فانی است معرفی می‌شود. نام او از پرسئوس (پهلوان اسطوره ای یونان باستان) گرفته شده‌است. پرسی به ADHD و خوانش پریشی مبتلا است، با این حال می‌تواند نوشته‌هایی که به زبان یونانی باستان هستند را بخواند. تولد پرسی در روز هجدهم آگوست است. او در اولین رمان این مجموعه دوازده سال دارد.
شخصیت او به یک دریای در حال تغییر تشبیه می‌شود و پیش‌بینی آن دشوار است با این تفاوت که نسبت به دوستان و خانواده‌اش احساس وفاداری دارد، به حدی که آتنا از این خصوصیت او به عنوان یک نقص کشنده یاد می‌کند. در طول داستان اعتماد به نفس پرسی افزایش می‌یابد و شجاع تر می‌شود. او به عنوان اولین عضو کابین پوزئیدون در اردوگاه دورگه‌ها خدمت می‌کند.

## خانواده
پرسی پسر پوزئیدون است. مادرش سالی جکسون زمانی که پرسی جوان بود با مردی به نام گیب اوگلیانو ازدواج کرد. رفتار اوگلیانو نسبت به پرسی و سالی بسیار زننده و توهین آمیز بود، که همین موجب شد او را ترک کنند. بعدها مشخص شد که دلیل ازدواج سالی با گیب، محافظت از پرسی در برابر خطر حمله هیولاها بود. چرا که به عنوان یک موجود فانی، گیب به حدی نفرت‌انگیز بود که هیچ هیولایی در اطرافش پرسه نمی‌زد.
در فاصله زمانی بین دو کتاب نبرد هزارتو و آخرین المپی سالی با پل بلوفیس، مردی که در یک سمینار نویسندگی با او آشنا شد، ازدواج کرد. برخلاف گذشته، پرسی ناپدری جدید خود را دوست دارد و به او احترام می‌گذارد و در نهایت هویت واقعی خود به عنوان یک‌نیمه خدا را برای او آشکار می‌سازد که اگرچه برای پل شوکه کننده‌ است، اما همچنان با خانواده جکسون می‌ماند و زندگی پیچیده پرسی را می‌پذیرد. در کتاب برج نرو، پرسی خواهری ناتنی به نام استل بلوفیس دارد.
پرسی یک برادر به نام تایسون دارد که یک سیکلوپ است. اگرچه پرسی تقریباً با هر شخصیت و موجودی در اساطیر یونان از طریق پدرش پوزیدون نسبت خانوادگی دارد، اما تایسون یکی از تنها موجوداتی است که پرسی او را به عنوان عضوی از خانواده خود می‌ پذیرد. پرسی برای اولین بار تایسون را در مدرسه ای به نام Meriwether Prep ملاقات کرد و تا مدت‌ها بعد از ارتباط او با خودش مطلع نشد. پرسی همچنین از طریق پدرش با اسب‌ها، پگاسی‌ها و برخی دیگر از هیولاها و خدایان و نیمه خدایان ارتباط دارد. نمونه‌های قابل توجهی از این امر می‌تواند این باشد که او در واقع نوه کرونوس، برادرزاده هادس، زئوس و تعداد زیادی از المپ نشینان و همچنین برادرزاده ناتنی کیرون است.

## دوستان
قدیمی‌ترین دوست پرسی گراور آندروود است، یک ساتیر که در ابتدا وظیفه محافظت و آوردن او به اردوگاه دورگه‌ها را بر عهده داشت. بعد از گراور قدیمی‌ترین دوست او آنابث چیس (دختر آتنا) است که پس از اولین مبارزه اش با مینوتور و در حین پرستاری از خودش در اردوگاه او را ملاقات کرد. در ادامه، گراور و آنابث در بیشتر ماجراجویی‌های بعدی پرسی او را همراهی می‌کنند.
دیگر دوستان نزدیک او عبارتند از: تالیا گریس (دختر زئوس و رهبر شکارچیان آرتمیس)، لوک کاستلان (پسر هرمس که در ابتدا با پرسی دوست بود و در ادامه با او دشمن شد، در نهایت لوک قبل از مرگ خود به این دشمنی خاتمه داد)، نیکو دی آنجلو (پسر هادس)، ریچل الیزابت دیر (پیتیای فانی)، هازل لوسکه (دختر پلوتون)، لئو والدز (پسر هفائستوس)، جیسون گریس (پسر ژوپیتر)، پایپر مک‌لین (دختر آفرودیت) و فرانک ژانگ (پسر مارس که از نوادگان پریکلایمنوس و پوزئیدون است، در نتیجه نسبت دوری با پرسی دارد)، او همچنین دوستی جالبی با کلاریس لا رو (دختر آرس و ساکن اردوگاه دورگه‌ها) دارد که در ظاهر از او متنفر است اما اغلب اوقات به او کمک می‌کند.

## روابط عاشقانه
در طول داستان، دوستی بین پرسی و آنابث به یک رابطه عاشقانه تبدیل و اولین بار زمانی به این موضوع اشاره می شود که آفرودیت تلاش های پرسی برای نجات آنابث از دست اطلس تایتان را رمانتیک توصیف می کند ، البته این رابطه تا لحظات پایانی مجموعه رسمیت پیدا نمی کند.
پس از نبرد هزارتو و با نزدیک شدن به نبرد نهایی با تایتان ها، پرسی با دوست فانی خود ریچل دیر وقت می گذراند و همین باعث می شد که آنابث به رابطه آنها حسادت کند. در اواخر نبرد نهایی، ریچل متوجه می شود که بیشتر از اینکه پرسی را دوست داشته باشد، به دنیای اساطیری که در آن زندگی می کند علاقه مند است، چرا که سرنوشت او به عنوان پیشگوی بعدی دلفی از قبل تعیین شده است.
علاوه بر این سه شخصیت دیگر در داستان هستند که به پرسی علاقه داشتند. نیکو دی آنجلو در اوایل از پرسی متنفر بود چون باور داشت که او کسی بود که به بیانکا اجازه داد تا در جنگ شرکت کند و به همین خاطر پرسی را مقصر مرگ خواهرش می دانست اما به مرور زمان این تنفر به علاقه تبدیل شد که آشنایی نیکو با ویل سولیس (پسر آپولو) به این علاقه پایان داد. کالیپسو (دختر اطلس) که به خاطر اعمال پدرش به جزیره اوگیجیا تبعید شده بود در آنجا با پرسی ملاقات کرد و عاشق او شد، پرسی نیز به او علاقه مند بود اما برای کمک به دوستانش مجبور شد جزیره را ترک کند. بعد از آن لئو والدز وارد اوگیجیا و برخلاف پرسی موفق شد که کالیپسو را به همراه خود از جزیره نجات دهد، به این ترتیب کالیپسو با لئو وارد رابطه شد. در اردوگاه ژوپیتر، رینا رامیرز آرلانو که وجه اشتراک های زیادی بین پرسی و دوست خود جیسون گریس می دید به او ابراز علاقه کرد و با وجود اینکه پرسی همچنان آنابث را دوست داشت، با پیشنهاد او مخالفت کرد.

## همراهان جادویی
اولین همراه پرسی بلک جک است، یک پگاسوس سیاه رنگ که پرسی او را در کشتی پرنسس آندرومدا پیدا می‌کند و نجات می‌دهد. به این ترتیب بلک جک اسب شخصی و همراه پرسی می‌شود. او همیشه به پرسی وفادار است و چندین بار موفق می‌شود که جان او را نجات دهد. بلک جک همیشه پرسی را رئیس خطاب می‌کند و به حبه قند و دونات علاقه زیادی دارد. بلک جک دو دوست به نام‌های پورکپای و گویدو دارد که هر دو پگاسی‌های سفید رنگی هستند که گاهی او را همراهی می‌کنند.
دومین همراه او خانم اولری است که در چهارمین کتاب معرفی شد. او یک سگ جهنمی است که دایدالوس آن را قبل از مرگ خود به پرسی داد. اگرچه خانم اورلی جثه بزرگی دارد اما مه جادویی باعث می‌شود که او به شکل یک سگ پشمالو در برابر فانی‌ها ظاهر شود. توانایی اولری سفر در سایه‌ها است. علاوه بر پرسی، تایسون و چارلز بکندورف نیز از اولری مراقبت کرده‌اند، البته او به نیکو دی آنجلو نیز علاقه دارد.
او همچنین یک هیپوکامپوس به نام رینبو می‌شناسد که با تایسون رابطه خوبی دارد و در اولین حضور خود به پرسی و دوستانش کمک می‌کند تا وارد کشتی پرنسس آندرومدا شوند. رینبو یک بار جان تایسون را نجات می‌دهد و چندین بار برای کمک به هر دو برادر بازمی‌گردد.
پرسی همچنین با یک بچه گربه به نام باب کوچولو (نامی که باب تایتان بر روی او گذاشت) سفر کرده‌است. باب کوچولو به‌طور اتفاقی توسط یکی از خدمتکاران اطلس که سعی داشت گروهی از اسپارتی‌ها را احضار کند به وجود آمد. هنگامی که پرسی در تارتاروس به دام می‌افتد، به همراه آنابث و باب بچه گربه را پیدا کرده و با یکدیگر سفر می‌کنند. باب کوچولو به میل خود می‌تواند به یک ببر دندان خنجری بالغ تبدیل شود. در نهایت باب کوچولو به همراه یاپتوس در تارتاروس می‌ماند تا در باز نگه داشتن دروازه‌های مرگ کمک کند.

## ظاهر
در کتاب پرسی به عنوان فردی جذاب توصیف می‌شود، با موهای مشکی بهم ریخته، چهره ای مدیترانه ای و چشمان سبز دریایی که همانند پدرش است. بنا بر گفته مادرش، او شباهت بسیاری به پدر خود دارد. همین‌طور هازل (یکی از دوستان پرسی) ظاهر او را شبیه به یک خدای رومی می‌داند.

## توانایی‌ها
با آموزش در اردوگاه دورگه‌ها، پرسی با سبک مبارزه یونانی (که توسط رومی‌ها غیرقابل پیش‌بینی توصیف می‌شود) آشنا شد و در شمشیرزنی به مهارت بالایی دست یافت. پس از شنا کردن در رودخانه استیکس، پرسی مورد نفرین آشیل قرار گرفت و از تمامی نقاط بدن به جز بخش کوچکی از کمر آسیب‌ناپذیر شد. او این قدرت را با رد شدن از رودخانه لیتل تیبر واقع در نزدیکی اردوگاه ژوپیتر از دست داد. علاوه بر این پرسی با گراور که اولین دوست او در اردوگاه دورگه‌ها است، ارتباط تله پاتیک دارد.
به عنوان پسر پوزئیدون (یکی از سه خدای بزرگ در کنار زئوس و هادس)، پرسی قدرتمندتر از سایر نیمه خدایان است که به دلیل جایگاه پدرش در میان المپ نشینان است. پرسی دارای چندین توانایی نیمه خدایی است که در آغاز محدود هستند اما در ادامه افزایش می‌یابند که شامل دستکاری و کنترل جریان آب، افزایش قدرت و حواس در نزدیکی آب، مقاومت در برابر آتش و آسیب‌های گوناگون به وسیله آب، تنفس در زیر آب، ارتباط ذهنی با حیوانات دریایی، موجودات اسب نما و برخی از بستگان خود، ایجاد زلزله و طوفان‌های کوچک است.

## سلاح‌ها
سلاح اصلی پرسی ریپتاید (Anaklusmos/ Riptide)، شمشیری ساخته شده از برنز آسمانی است که توسط کیرون و به دستور پوزئیدون به او داده شده‌است. ریپتاید می‌تواند شکل خود را تغییر دهد. هنگامی که شمشیر نیست، به شکل یک قلم خودکار ظاهر می‌شود که نام سلاح روی آن حک شده‌است و هنگامی که گم شود دوباره در جیب پرسی ظاهر خواهد شد. از آنجایی که این سلاح از برنز آسمانی ساخته شده‌است به خدایان، نیمه خدایان و هیولاها آسیب می‌رساند، اما در برابر فانی‌ها بی تأثیر است و به سادگی از میان آن‌ها و بدون هیچ اصابتی عبور می‌کند. پرسی همچنین از نیزه‌های جادویی ساخته شده توسط برادرش تایسون، زره‌های استتار جادویی ساخته شده توسط چارلز بکندورف و عصای کارتر کین استفاده کرده‌است. در کتاب دریای هیولاها، تایسون یک ساعت مچی به پرسی می‌دهد که قابلیت تبدیل شدن به یک سپر با طرح‌های مختلف را دارد. علاوه بر این چندین ابزار جادویی دارد که از نبرد با هیولاها به دست آمده‌است. اولین مورد شاخ مینوتور است که پس از کشتن این جانور در تپه دورگه‌ها به دست آورد. دیگری سر مدوسا است که پس از کشتن گورگون آن را قطع می‌کند. او همچنین هنگام کشتن شیر نیمیایی یک کت پوست شیر ضد گلوله و شمشیر به دست می‌آورد که بعداً آن را به عنوان پیشکش برای پوزئیدون قربانی می‌کند.